# Babugarh
Babugarh es  un pueblo y nagar Panchayat situado en el distrito de Hapur en el estado de Uttar Pradesh (India). Su población es de 5452 habitantes (2011). 

## Demografía
Según el  censo de 2011 la población de Babugarh era de 5452 habitantes, de los cuales 2882 eran hombres y 2570 eran mujeres. Babugarh tiene una tasa media de alfabetización del 79,99%, superior a la media estatal del 67,68%: la alfabetización masculina es del 87,52%, y la alfabetización femenina del 71,57%.